# فارستاد شیپینگ
فارستاد شیپینگ (انگلیسی: Farstad Shipping) شرکت کشتیرانی نروژی است، که در سال ۱۹۵۶ تأسیس شد.